# Japão nos Jogos Olímpicos de Verão da Juventude de 2010
O Japão participou dos Jogos Olímpicos de Verão da Juventude de 2010, em Cingapura. Sua delegação foi composta por 71 atletas de 16 esportes. O país conquistou 8 ouros, 5 pratas e 3 bronzes, terminando na 8ª colocação no quadro de medalhas. A primeira medalha da história dos Jogos da Juventude foi conquistada por uma japonesa.

## Medalhistas
| Medalha | Nome                    | Esporte                | Evento                       | Data         |
| ------- | ----------------------- | ---------------------- | ---------------------------- | ------------ |
| Ouro    | Yuka Sato               | Triatlo                | Individual feminino          | 15 de agosto |
| Ouro    | Yu Miyahara             | Luta                   | Livre até 46 kg feminino     | 16 de agosto |
| Ouro    | Yuki Takahashi          | Luta                   | Livre até 54 kg masculino    | 17 de agosto |
| Ouro    | Yuya Kamoto             | Ginástica artística    | Individual geral masculino   | 18 de agosto |
| Ouro    | Miku Tashiro            | Judô                   | Até 63 kg feminino           | 22 de agosto |
| Ouro    | Koki Niwa               | Tênis de mesa          | Simples masculino            | 23 de agosto |
| Ouro    | Ryosuke Igarashi        | Judô                   | Até 100 kg masculino         | 23 de agosto |
| Ouro    | Koki Niwa Ayuka Tanioka | Tênis de mesa          | Equipes mistas               | 26 de agosto |
| Prata   | Masaki Nashimoto        | Atletismo              | 100 m masculino              | 21 de agosto |
| Prata   | Yuya Kamoto             | Ginástica artística    | Argolas masculino            | 21 de agosto |
| Prata   | Keisuke Homma           | Atletismo              | 200 m masculino              | 22 de agosto |
| Prata   | Moe Kyuma               | Atletismo              | 3000 m feminino              | 22 de agosto |
| Prata   | Sho Matsubara           | Atletismo              | Salto em distância masculino | 22 de agosto |
| Bronze  | Ginga Munetomo          | Ginástica de trampolim | Masculino                    | 20 de agosto |
| Bronze  | Chisato Doihata         | Ginástica de trampolim | Feminino                     | 20 de agosto |
| Bronze  | Maya Hamano             | Natação                | 200 m peito feminino         | 20 de agosto |

## Atletismo

### Feminino
| Evento                       | Atleta          | Qualificação | Qualificação | Final     | Final        |
| Evento                       | Atleta          | Resultado    | Posição      | Resultado | Posição      |
| ---------------------------- | --------------- | ------------ | ------------ | --------- | ------------ |
| 1000 m feminino              | Mai Nishiwaki   | 2:52.85      | 10º (5º q2)  | 2:54.39   | 9º (Final A) |
| 3000 m feminino              | Moe Kyuma       | 9:35.33      | 2º           | 9:23.70   | [ 6 ]        |
| 100 m com barreiras feminino | Motoko Nakahara | 14.32        | 13º (6º q3)  | 14.29     | 5º (Final B) |
| Salto com vara feminino      | Remi Odajima    | 3,80         | 8º           | 3,65      | 6º (Final A) |
| Arremesso de peso feminino   | Shoko Matsuda   | 13,08        | 12º          | 13,53     | 2º (Final B) |
| Lançamento de dardo feminino | Tsukasa Okumura | 42,62        | 10º          | 46,24     | 1º (Final B) |
| Salto em distância feminino  | Yuka Takahashi  | 5,99         | 5º           | 6,08      | 5º (Final A) |

### Masculino
| Evento                        | Atleta                                            | Qualificação    | Qualificação | Final     | Final        |
| Evento                        | Atleta                                            | Resultado       | Posição      | Resultado | Posição      |
| ----------------------------- | ------------------------------------------------- | --------------- | ------------ | --------- | ------------ |
| Arremesso de disco masculino  | Daichi Nakamura                                   | 52,84           | 11º          | 51,82     | 4º (Final B) |
| 400 m com barreiras masculino | Genki Naruse                                      | 54.71           | 14º (5º q2)  | 52.86     | 1º (Final C) |
| 3000 m masculino              | Kazuto Nishiike                                   | 8:13.05         | 4º           | 8:08.57   | 4º (Final B) |
| 200 m masculino               | Keisuke Homma                                     | 21.74           | 4º (3º q4)   | 21.27     | [ 24 ]       |
| 1000 m masculino              | Koki Takada                                       | Desclassificado | -- (q2)      | 2:29.29   | 5º (Final B) |
| 100 m masculino               | Masaki Nashimoto                                  | 10.74           | 4º (1º q2)   | 10.51     | [ 28 ]       |
| Revezamento masculino         | Masaki Nashimoto (como integrante da equipe Ásia) |                 |              | 1:54.14   | 5º           |
| Salto em distância masculino  | Sho Matsubara                                     | 7,51            | 4º           | 7,65      | [ 31 ]       |
| Salto com vara masculino      | Wataru Tanaka                                     | 4,80            | 1º           | 4,70      | 7º (Final A) |

## Badminton
| Evento            | Atleta           | Fase de grupos | Fase de grupos                                    | Fase de grupos                       | Fase de grupos                               | Fase de grupos | Quartas-de-final | Semifinais  | Final       | Pos. final |
| Evento            | Atleta           | Grupo          | 1ª rodada                                         | 2ª rodada                            | 3ª rodada                                    | Pos.           | Quartas-de-final | Semifinais  | Final       | Pos. final |
| ----------------- | ---------------- | -------------- | ------------------------------------------------- | ------------------------------------ | -------------------------------------------- | -------------- | ---------------- | ----------- | ----------- | ---------- |
| Simples masculino | Kento Horiuchi   | B              | INA Evert Sukamta D 1-2 (7-21, 21-14, 13-21)      | CAN Henry Pan V 2-0 (21-18, 21-10)   | SUR Irfan Djabar V 2-0 (21-15, 21-15)        | 2º             | Não avançou      | Não avançou | Não avançou | --         |
| Simples feminino  | Misaki Matsutomo | A              | NED Josephine Wentholt D 1-2 (17-21, 21-5, 19-21) | MRI Kate Foo Kune V 2-0 (21-4, 21-2) | CAN Tracy Wong V 2-0 (21-11, 21-9)           | 2º             | Não avançou      | Não avançou | Não avançou | --         |
| Simples feminino  | Naoko Fukuman    | H              | UKR Yelyzaveta Zharka V 2-0 (21-8, 21-8)          | KOR Choi Hye-In D 0-2 (15-21, 14-21) | VIE Thị Trang Vũ D 1-2 (15-21, 21-16, 10-21) | 3º             | Não avançou      | Não avançou | Não avançou | --         |

## Basquetebol
Feminino:
| Elenco                                               | Preliminares                                                                  | Preliminares | Quartas-de-final  | Classificação 5-8    | Disputa pelo 5º lugar | Pos. final |
| Elenco                                               | Grupo D                                                                       | Pos.         | Quartas-de-final  | Classificação 5-8    | Disputa pelo 5º lugar | Pos. final |
| ---------------------------------------------------- | ----------------------------------------------------------------------------- | ------------ | ----------------- | -------------------- | --------------------- | ---------- |
| Hikari Itaya Maria Imanaka Misato Kuma Moeko Nagaoka | ITA Itália D 17-26 AUS Austrália V 17-10 CHI Chile V 24-17 FRA França V 34-20 | 2º           | CHN China D 23-26 | GER Alemanha V 28-18 | BRA Brasil V 32-29    | 5º         |

## Ciclismo
| Prova                     | Equipe             | Corta-mato | Corta-mato | Contra-relógio | Contra-relógio | BMX  | BMX   | Estrada masculino[n1] | Pontos | Pos. final |
| Prova                     | Equipe             | Fem.       | Masc.      | Fem.           | Masc.          | Fem. | Masc. | Estrada masculino[n1] | Pontos | Pos. final |
| ------------------------- | ------------------ | ---------- | ---------- | -------------- | -------------- | ---- | ----- | --------------------- | ------ | ---------- |
| Equipes mistas combinadas | Idomu Yamamoto     |            | 72         |                |                |      |       | 72                    | 304    | 16º        |
| Equipes mistas combinadas | Koji Nagase        |            |            |                | 28             |      |       | 72                    | 304    | 16º        |
| Equipes mistas combinadas | Manami Iwade       | 32         |            | 40             |                | 30   |       |                       | 304    | 16º        |
| Equipes mistas combinadas | Yoshitaku Nagasako |            |            |                |                |      | 30    | Não completou         | 304    | 16º        |

↑  Na prova de estrada apenas a melhor pontuação foi considerada.

## Ginástica

### Ginástica artística
| Atleta         | Evento                       | Qualificação | Qualificação | Final por aparelhos | Final por aparelhos | Final individual geral | Final individual geral | Final individual geral | Final individual geral | Final individual geral | Final individual geral | Final individual geral | Final individual geral | Final individual geral | Final individual geral |
| Atleta         | Evento                       | Result.      | Pos.         | Result.             | Pos.                | Barras assimétricas    | Trave                  | Solo                   | Salto                  | Cavalo com alças       | Argolas                | Barras paralelas       | Barra fixa             | Total                  | Pos.                   |
| -------------- | ---------------------------- | ------------ | ------------ | ------------------- | ------------------- | ---------------------- | ---------------------- | ---------------------- | ---------------------- | ---------------------- | ---------------------- | ---------------------- | ---------------------- | ---------------------- | ---------------------- |
| Natsumi Sasada | Salto feminino               | 14.000       | 4º           | 13.662              | 4º                  |                        |                        |                        |                        |                        |                        |                        |                        |                        |                        |
| Natsumi Sasada | Barras assimétricas feminino | 13.200       | 9º           | Não avançou         | Não avançou         |                        |                        |                        |                        |                        |                        |                        |                        |                        |                        |
| Natsumi Sasada | Trave feminino               | 13.550       | 9º           | Não avançou         | Não avançou         |                        |                        |                        |                        |                        |                        |                        |                        |                        |                        |
| Natsumi Sasada | Solo feminino                | 12.800       | 13º          | Não avançou         | Não avançou         |                        |                        |                        |                        |                        |                        |                        |                        |                        |                        |
| Natsumi Sasada | Individual geral feminino    | 53.550       | 10º          |                     |                     | 14.050                 | 14.100                 | 13.150                 | 13.800                 |                        |                        |                        |                        | 55.100                 | 4º                     |
| Yuya Kamoto    | Solo masculino               | 14.500       | 2º           | 13.050              | 8º                  |                        |                        |                        |                        |                        |                        |                        |                        |                        |                        |
| Yuya Kamoto    | Cavalo com alças masculino   | 13.650       | 5º           | 13.325              | 6º                  |                        |                        |                        |                        |                        |                        |                        |                        |                        |                        |
| Yuya Kamoto    | Argolas masculino            | 14.500       | 2º           | 14.200              | Medalha de prata    |                        |                        |                        |                        |                        |                        |                        |                        |                        |                        |
| Yuya Kamoto    | Salto masculino              | 15.750       | 5º           | Desistiu            | Desistiu            |                        |                        |                        |                        |                        |                        |                        |                        |                        |                        |
| Yuya Kamoto    | Barras paralelas masculino   | 14.850       | 1º           | 13.750              | 6º                  |                        |                        |                        |                        |                        |                        |                        |                        |                        |                        |
| Yuya Kamoto    | Barra fixa masculino         | 13.950       | 5º           | 14.075              | 4º                  |                        |                        |                        |                        |                        |                        |                        |                        |                        |                        |
| Yuya Kamoto    | Individual geral masculino   | 87.200       | 1º           |                     |                     |                        |                        | 14.250                 | 15.700                 | 14.400                 | 13.350                 | 14.600                 | 14.050                 | 86.350                 | Medalha de ouro        |

### Ginástica rítmica
| Evento      | Atleta                                             | Qualificação | Qualificação | Qualificação | Qualificação | Final  | Final  | Final  | Final      |
| Evento      | Atleta                                             | Arco         | Fita         | Total        | Pos.         | Arco   | Fita   | Total  | Pos. final |
| ----------- | -------------------------------------------------- | ------------ | ------------ | ------------ | ------------ | ------ | ------ | ------ | ---------- |
| Grupo geral | Midori Kahata Momoka Nagai Sara Ogiso Shiho Suzuki | 23.000       | 22.900       | 45.900       | 2º           | 21.100 | 21.375 | 42.475 | 4º         |

### Ginástica de trampolim
| Evento    | Atleta          | Qualificação | Qualificação | Final   | Final             |
| Evento    | Atleta          | Result.      | Pos.         | Result. | Pos.              |
| --------- | --------------- | ------------ | ------------ | ------- | ----------------- |
| Feminino  | Chisato Doihata | 62.400       | 4º           | 36.700  | Medalha de bronze |
| Masculino | Ginga Munetomo  | 66.200       | 3º           | 40.000  | Medalha de bronze |

## Halterofilismo
| Evento                 | Atleta          | Peso corporal (kg) | Arranque (kg) | Arranque (kg) | Arranque (kg) | Arranque (kg) | Arremesso (kg) | Arremesso (kg) | Arremesso (kg) | Arremesso (kg) | Total (kg) | Pos. final |
| Evento                 | Atleta          | Peso corporal (kg) | 1             | 2             | 3             | Res.          | 1              | 2              | 3              | Res.           | Total (kg) | Pos. final |
| ---------------------- | --------------- | ------------------ | ------------- | ------------- | ------------- | ------------- | -------------- | -------------- | -------------- | -------------- | ---------- | ---------- |
| Mais de 63 kg feminino | Miku Shichinohe | 72,44              | 75            | 79            | 80            | 80            | 85             | 90             | 93             | 93             | 173        | 12º        |

## Judô
| Evento               | Atleta           | 1ª rodada    | 2ª rodada                  | 3ª rodada                | Semi-finais                       | Final                        | Pos. final |
| -------------------- | ---------------- | ------------ | -------------------------- | ------------------------ | --------------------------------- | ---------------------------- | ---------- |
| Até 63 kg feminino   | Miku Tashiro     | Sem oponente | EST Natalia Rak V 100-000  | ISR Rotem Shor V 101-000 | CRO Barbara Matic V 100-001       | BRA Flávia Gomes V 100-000   | [ 35 ]     |
| Até 100 kg masculino | Ryosuke Igarashi | Sem oponente | VEN Pedro Pineda V 021-000 |                          | CUB Alex García Mendoza V 100-000 | BEL Toma Nikiforov V 002-000 | [ 35 ]     |

| Evento         | Atleta                                             | 1ª rodada                | 2ª rodada              | Semifinais             | Final                     | Pos. final      |
| -------------- | -------------------------------------------------- | ------------------------ | ---------------------- | ---------------------- | ------------------------- | --------------- |
| Equipes mistas | Miku Tashiro (como integrante da equipe Essen)     | ZZX Equipe Munique V 4-3 | ZZX Equipe Chiba V 5-2 | ZZX Equipe Cairo V 5-2 | ZZX Equipe Belgrado V 6-1 | Medalha de ouro |
| Equipes mistas | Ryosuke Igarashi (como integrante da equipe Chiba) | Sem oponente             | ZZX Equipe Essen D 2-5 | Não avançou            | Não avançou               | 8º              |

## Lutas
| Evento                   | Atleta      | Preliminares         | Preliminares              | Preliminares       | Preliminares | Final                  | Pos. final |
| Evento                   | Atleta      | 1ª rodada            | 2ª rodada                 | 3ª rodada          | Pos.         | Oponente Resultado     | Pos. final |
| Evento                   | Atleta      | Oponente Resultado   | Oponente Resultado        | Oponente Resultado | Pos.         | Oponente Resultado     | Pos. final |
| ------------------------ | ----------- | -------------------- | ------------------------- | ------------------ | ------------ | ---------------------- | ---------- |
| Livre até 46 kg feminino | Yu Miyahara | FIN Petra Olli V 4-0 | VEN Oriannys Segura V 3-1 | Folga              | 1º           | MDA Iulia Leorda V 3-1 | [ 36 ]     |

| Evento                    | Atleta         | Preliminares           | Preliminares             | Preliminares            | Preliminares       | Preliminares                | Preliminares | Final                   | Pos. final |
| Evento                    | Atleta         | 1ª rodada              | 2ª rodada                | 3ª rodada               | 4ª rodada          | 5ª rodada                   | Pos.         | Oponente Resultado      | Pos. final |
| Evento                    | Atleta         | Oponente Resultado     | Oponente Resultado       | Oponente Resultado      | Oponente Resultado | Oponente Resultado          | Pos.         | Oponente Resultado      | Pos. final |
| ------------------------- | -------------- | ---------------------- | ------------------------ | ----------------------- | ------------------ | --------------------------- | ------------ | ----------------------- | ---------- |
| Livre até 54 kg masculino | Yuki Takahashi | TUN Maher Ghanmi V 4-0 | DOM Jeffry Serrata V 4-0 | CGO Prince Mbambi V 4-0 | Folga              | TUR Mehmet Ali Daylak V 3-0 | 1º           | AZE Kanan Guluyev V 3-0 | [ 37 ]     |

## Natação

### Feminino
| Prova                    | Atleta                                             | Elims.  | Elims.      | Semifinal   | Semifinal   | Final       | Final             |
| Prova                    | Atleta                                             | Tempo   | Pos.        | Tempo       | Pos.        | Tempo       | Pos.              |
| ------------------------ | -------------------------------------------------- | ------- | ----------- | ----------- | ----------- | ----------- | ----------------- |
| 100 m peito feminino     | Maya Hamano                                        | 1:11.32 | 5º (2º q4)  | 1:10.91     | 5º (3º sf2) | 1:10.18     | 4º                |
| 200 m peito feminino     | Maya Hamano                                        | 2:31.67 | 3º (2º q3)  |             |             | 2:29.75     | Medalha de bronze |
| 100 m borboleta feminino | Mayuko Okada                                       | 1:03.75 | 21º (7º q5) | Não avançou | Não avançou | Não avançou | Não avançou       |
| 200 m borboleta feminino | Mayuko Okada                                       | 2:18.72 | 15º (5º q1) |             |             | Não avançou | Não avançou       |
| 100 m costas feminino    | Mina Ochi                                          | 1:05.52 | 18º (6º q3) | Não avançou | Não avançou | Não avançou | Não avançou       |
| 200 m costas feminino    | Mina Ochi                                          | 2:18.26 | 12º (4º q2) |             |             | Não avançou | Não avançou       |
| 100 m costas feminino    | Yukiko Watanabe                                    | 1:04.23 | 6º (3º q5)  | 1:04.24     | 9º (4º sf1) | Não avançou | Não avançou       |
| 200 m costas feminino    | Yukiko Watanabe                                    | 2:16.82 | 8º (3º q3)  |             |             | 2:18.36     | 8º                |
| 4x100 m livre feminino   | Yukiko Watanabe Mina Ochi Maya Hamano Mayuko Okada | 4:02.29 | 10º (6º q2) |             |             | Não avançou | Não avançou       |
| 4x100 m medley feminino  | Yukiko Watanabe Mina Ochi Maya Hamano Mayuko Okada | 4:19.00 | 6º (3º q1)  |             |             | 4:16.80     | 5º                |

### Masculino
| Prova                     | Atleta                                                       | Elims.  | Elims.      | Semifinal   | Semifinal   | Final       | Final       |
| Prova                     | Atleta                                                       | Tempo   | Pos.        | Tempo       | Pos.        | Tempo       | Pos.        |
| ------------------------- | ------------------------------------------------------------ | ------- | ----------- | ----------- | ----------- | ----------- | ----------- |
| 100 m borboleta masculino | Jun Isaji                                                    | 55.88   | 19º (6º q5) | Não avançou | Não avançou | Não avançou | Não avançou |
| 200 m borboleta masculino | Jun Isaji                                                    | 2:04.13 | 10º (5º q3) |             |             | Não avançou | Não avançou |
| 200 m medley masculino    | Takahiro Tsutsumi                                            | 2:03.73 | 5º (2º q3)  |             |             | 2:06.18     | 8º          |
| 200 m peito masculino     | Tatsunari Shoda                                              | 2:21.54 | 15º (5º q1) |             |             | Não avançou | Não avançou |
| 200 m medley masculino    | Tatsunari Shoda                                              | 2:08.29 | 18º (5º q3) |             |             | Não avançou | Não avançou |
| 100 m costas masculino    | Yusuke Yamagishi                                             | 58.97   | 19º (6º q2) | Não avançou | Não avançou | Não avançou | Não avançou |
| 200 m costas masculino    | Yusuke Yamagishi                                             | 2:05.32 | 7º (3º q2)  |             |             | 2:04.67     | 5º          |
| 4x100 m livre masculino   | Jun Isaji Tatsunari Shoda Takahiro Tsutsumi Yusuke Yamagishi | 3:32.20 | 10º (5º q2) |             |             | Não avançou | Não avançou |
| 4x100 m medley masculino  | Jun Isaji Tatsunari Shoda Takahiro Tsutsumi Yusuke Yamagishi | 3:52.55 | 9º (5º q1)  |             |             | Não avançou | Não avançou |

### Misto
| Prova                | Atleta                                                         | Elims.  | Elims.      | Semifinal | Semifinal | Final       | Final       |
| Prova                | Atleta                                                         | Tempo   | Pos.        | Tempo     | Pos.      | Tempo       | Pos.        |
| -------------------- | -------------------------------------------------------------- | ------- | ----------- | --------- | --------- | ----------- | ----------- |
| 4x100 m livre misto  | Jun Isaji Yusuke Yamagishi Mina Ochi Maya Hamano               | 3:49.23 | 14º (5º q3) |           |           | Não avançou | Não avançou |
| 4x100 m medley misto | Yukiko Watanabe Tatsunari Shoda Mayuko Okada Takahiro Tsutsumi | 4:06.13 | 8º (3º q3)  |           |           | 4:06.18     | 7º          |

## Remo
| Evento                 | Atleta       | Elim.   | Elim.       | Repescagem | Repescagem  | Semifinais | Semifinais   | Final   | Final        |
| Evento                 | Atleta       | Tempo   | Pos.        | Tempo      | Pos.        | Tempo      | Pos.         | Tempo   | Pos.         |
| ---------------------- | ------------ | ------- | ----------- | ---------- | ----------- | ---------- | ------------ | ------- | ------------ |
| Skiff simples feminino | Sae Kitayama | 4:03.14 | 6º (bat. 2) | 4:09.90    | 4º (rep. 3) | 4:16.02    | 3º (sf C/D2) | 4:16.43 | 5º (Final C) |

## Tênis
| Evento            | Atleta                               | 1ª rodada                              | Torneio de consolação                      | Torneio de consolação                              | Torneio de consolação                    | Torneio de consolação                    |
| Evento            | Atleta                               | 1ª rodada                              | 1ª rodada                                  | Quartas-de-final                                   | Semifinais                               | Final                                    |
| Evento            | Atleta                               | Oponente Resultado                     | Oponente Resultado                         | Oponente Resultado                                 | Oponente Resultado                       | Oponente Resultado                       |
| ----------------- | ------------------------------------ | -------------------------------------- | ------------------------------------------ | -------------------------------------------------- | ---------------------------------------- | ---------------------------------------- |
| Simples feminino  | Emi Mutaguchi                        | RUS Yulia Putintseva D 0-2 (3-6 e 4-6) | PAR Veronica Cepede Royg V 2-0 (6-1 e 6-4) | CAN Katarena Paliivets V (3-0 Paliivets abandonou) | GER Anna-Lena Friedsam D 0-2 (0-6 e 3-6) | Não avançou                              |
| Simples feminino  | Sachie Ishizu (cabeça-de-chave nº 4) | BLR Ilona Kremen D 0-2 (3-6 e 3-6)     | INA Grace Sari Ysidora V WO                | VEN Adriana Pérez V 2-0 (6-1 e 6-3)                | CAN Marianne Jodoin V 2-0 (6-1 e 7-6)    | GER Anna-Lena Friedsam V 2-0 (6-2 e 7-5) |
| Simples masculino | Yasutaka Uchiyama                    | BIH Damir Džumhur D 0-2 (5-7 e 2-6)    | ECU Diego Acosta D 1-2 (3-6, 6-4 e 4-10)   | Não avançou                                        | Não avançou                              | Não avançou                              |

| Evento            | Atleta                                  | 1ª rodada                                                    | Quartas-de-final                                               | Semifinais         | Final              | Pos. final |
| Evento            | Atleta                                  | Oponente Resultado                                           | Oponente Resultado                                             | Oponente Resultado | Oponente Resultado | Pos. final |
| ----------------- | --------------------------------------- | ------------------------------------------------------------ | -------------------------------------------------------------- | ------------------ | ------------------ | ---------- |
| Duplas femininas  | Sachie Ishizu e Emi Mutaguchi           | THA Luksika Kumkhum/ INA Grace Sari Ysidora V 2-0 (6-1, 6-4) | HUN Tímea Babos/ BEL An-Sophie Mestach D 1-2 (6-4, 3-6, 12-14) | Não avançou        | Não avançou        | --         |
| Duplas masculinas | Yasutaka Uchiyama e TPE Huang Liang-Chi | PAR Diego Galeano/ VEN Ricardo Rodríguez D 0-2 (4-6, 4-6)    | Não avançou                                                    | Não avançou        | Não avançou        | --         |

## Tênis de mesa
| Evento            | Atleta                    | Preliminares | Preliminares | Preliminares | 2ª fase                        | 2ª fase | 2ª fase                        | Quartas-de-final                                             | Semifinais                                      | Final                                                             | Pos. final |
| Evento            | Atleta                    | Grupo        | Confrontos | Pos.         | Grupo                          | Confrontos | Pos.                           | Quartas-de-final                                             | Semifinais                                      | Final                                                             | Pos. final |
| ----------------- | ------------------------- | ------------ | --- | ------------ | ------------------------------ | --- | ------------------------------ | ------------------------------------------------------------ | ----------------------------------------------- | ----------------------------------------------------------------- | ---------- |
| Simples feminino  | Ayuka Tanioka             | F            | NZL Julia Wu V 3-0 (11-7, 11-3, 11-4) SIN Isabelle Siyun Li V 3-2 (11-9, 11-5, 9-11, 16-18, 11-6) GBR Alice Loveridge V 3-1 (9-11, 11-6, 11-4, 11-2) | 1º           | DD                             | EGY Dina Meshref V 3-1 (12-10, 10-12, 11-7, 11-4) RUS Yana Noskova V 3-1 (11-7, 7-11, 12-10, 11-7) CHN Gu Yuting D 0-3 (2-11, 2-11, 10-12) | 2º                             | THA Suthasini Sawettabut D 0-4 (7-11, 4-11, 10-12, 8-11)     | Não avançou                                     | Não avançou                                                       | 7º         |
| Simples masculino | Koki Niwa                 | A            | POL Konrad Kulpa V 3-0 (11-6, 11-4, 11-7) GER Florian Wagner V 3-0 (11-7, 11-5, 11-7) ESA Luis Mejía V 3-0 (11-4, 11-5, 11-4)                        | 1º           | AA                             | NED Koen Hageraats V 3-0 (11-3, 11-6, 11-2) HUN Tamás Lakatos V 3-0 (11-5, 11-7, 11-2) KOR Kim Dong-Hyun V 3-1 (11-7, 11-4, 7-11, 11-3)    | 1º                             | NGR Ojo Onaolapo V 4-2 (8-11, 8-11, 11-8, 11-9, 11-9, 13-11) | FRA Simon Gauzy V 4-0 (11-7, 14-12, 11-4, 11-8) | TPE Hung Tzu-Hsiang V 4-2 (9-11, 11-8, 13-11, 13-15, 11-7, 15-13) | [ 43 ]     |
| Equipes mistas    | Ayuka Tanioka e Koki Niwa | A            | BRA Brasil V 3-0 (3-0, 3-0, 3-0) Pan-América 1 V 3-0 (3-2, 3-0, 3-0)                                                                                 | 1º           | HKG Hong Kong V 2-0 (3-2, 3-2) | HKG Hong Kong V 2-0 (3-2, 3-2) | HKG Hong Kong V 2-0 (3-2, 3-2) | Cingapura V 2-1 (0-3, 3-1, 3-2)                              | Intercontinental 1 V 2-1 (0-3, 3-0, 3-1)        | KOR Coreia do Sul V 2-1 (2-3, 3-2, 3-2)                           | [ 45 ]     |

## Tiro com arco
| Evento               | Atleta                            | Qualificatória | Qualificatória | 1ª rodada                                    | Oitavas-de-final                            | Quartas-de-final                                  | Semi-finais        | Final              | Pos. final |
| Evento               | Atleta                            | Resultado      | Pos.           | Oponente Resultado                           | Oponente Resultado                          | Oponente Resultado                                | Oponente Resultado | Oponente Resultado | Pos. final |
| -------------------- | --------------------------------- | -------------- | -------------- | -------------------------------------------- | ------------------------------------------- | ------------------------------------------------- | ------------------ | ------------------ | ---------- |
| Individual feminino  | Mai Okubo                         | 583            | 19º            | INA Erwina Safitri V 6-4                     | RUS Tatiana Segina D 4-6                    | Não avançou                                       | Não avançou        | Não avançou        | --         |
| Individual masculino | Tsukushi Koiwa                    | 635            | 8º             | USA Ben Chu V 6-4                            | AUS Benjamin Nott D 4-6                     | Não avançou                                       | Não avançou        | Não avançou        | --         |
| Equipes mistas       | Mai Okubo e TPE Ku Yuan-Hsiang    |                |                | MEX Mariana Avitia/ FIN Joni Hautamäki V 6-0 | CHN Song Jia/ ITA Lorenzo Pianesi D 0-6     | Não avançou                                       | Não avançou        | Não avançou        | --         |
| Equipes mistas       | Tsukushi Koiwa e AUS Alice Ingley |                |                | GER Isabel Viehmeier/ CAN Timon Park V 7-3   | EGY Aya Kamel/ NED Rick van den Oever V 7-3 | ESP Miriam Alarcón/ BAN Emdadul Haque Milon D 5-6 | Não avançou        | Não avançou        | 5º         |

## Triatlo
| Evento               | Triatleta                                      | Natação | Transição 1 | Ciclismo | Transição 2 | Corrida | Tempo total | Pos.            |
| -------------------- | ---------------------------------------------- | ------- | ----------- | -------- | ----------- | ------- | ----------- | --------------- |
| Individual feminino  | Yuka Sato                                      | 9:32    | 0:35        | 32:10    | 0:27        | 18:05   | 1:00:49.69  | Medalha de ouro |
| Individual masculino | Yuki Kubono                                    | 9:21    | 0:35        | 30:26    | 0:25        | 18:39   | 59:26.04    | 26º             |
| Revezamento misto    | Yuka Sato (como integrante da equipe Ásia 1)   |         |             |          |             |         | 1:23:20.88  | 8º              |
| Revezamento misto    | Yuki Kubono (como integrante da equipe Ásia 2) |         |             |          |             |         | 1:27:40.62  | 13º             |

## Vela
| Evento               | Atleta          | Regata | Regata | Regata | Regata | Regata | Regata | Regata | Regata | Regata | Regata | Regata | Total | Posição |
| Evento               | Atleta          | 1      | 2      | 3      | 4      | 5      | 6      | 7      | 8      | 9      | 10     | M      | Total | Posição |
| -------------------- | --------------- | ------ | ------ | ------ | ------ | ------ | ------ | ------ | ------ | ------ | ------ | ------ | ----- | ------- |
| Techno 293 masculino | Daiya Kuramochi | 4      | 7      | 10     | 8      | 7      | 11     | 7      | OCS    | 9      | 4      | 10     | 77    | 8º      |
| Techno 293 feminino  | Shiori Yuri     | 12     | 11     | 12     | 14     | 12     | OCS    | 12     | 18     | 12     | 12     | 11     | 126   | 13º     |

Notas:
- M – Regata da Medalha
- OCS – On the Course Side of the starting line
- DSQ – Disqualified (Desclassificado)
- DNF – Did Not Finish (Não completou)
- DNS – Did Not Start (Não largou)
- BFD – Black Flag Disqualification (Desclassificado por bandeira preta)
- RAF – Retired after Finishing (Retirou-se após completar a prova)

## Voleibol
Feminino:
| Elenco | Preliminares                                                             | Preliminares | Semifinais                                     | Disputa pelo bronze                         | Pos. final |
| Elenco | Grupo A                                                                  | Pos.         | Semifinais                                     | Disputa pelo bronze                         | Pos. final |
| --- | ------------------------------------------------------------------------ | ------------ | ---------------------------------------------- | ------------------------------------------- | ---------- |
| Yoko Onuma, Nozomi Inoue, Chizu Ichikawa, Anna Fukami, Yui Kageyama, Yukiko Akashi, Saaya Karaki, Ayaka Mori, Mami Ogonuki, Sayaka Tokiwa, Akari Imakado, Mayu Koizumi | Cingapura V 3-0 (25-9, 25-16, 25-9) PER Peru D 0-3 (22-25, 19-25, 18-25) | 2º           | USA Estados Unidos D 0-3 (20-25, 23-25, 23-25) | PER Peru D 1-3 (25-22, 28-30, 11-25, 17-25) | 4º         |